# Résolution 464 du Conseil de sécurité des Nations unies
Membres permanents
- Chine
- États-Unis
- France
- Royaume-Uni
- URSS

Membres non permanents
- Allemagne de l'Est
- Bangladesh
- Jamaïque
- Mexico
- Niger
- Norvège
- Philippines
- Portugal
- Tunisie
- Zambie

Résolution no 463 Résolution no 465
La Résolution 464 est une résolution du Conseil de sécurité de l'ONU adoptée le 19 février 1980 concernant Saint-Vincent-et-les-Grenadines et qui recommande à l'Assemblée générale des Nations unies d'admettre ce pays comme nouveau membre.
cette résolution a été adoptée à l'unanimité.

## Contexte historique
L'esclavage a été aboli en 1834, les pénuries de main-d'œuvre dans les plantations ont attiré des immigrants portugais dans les années 1840 et d'Inde dans les années 1860. Les conditions sont restées très dures pour les anciens esclaves et les travailleurs agricoles immigrés, conséquence des prix mondiaux du sucre qui ont laissé l'économie stagnante jusqu'au tournant du siècle.
De 1763 jusqu'à l'indépendance, Saint-Vincent est passé par divers statuts coloniaux sous les Britanniques. Une assemblée représentative a été autorisée en 1776, Colonie de la Couronne en 1877, un conseil législatif est créé en 1925, et le suffrage universel des adultes est accordé en 1951.
Au cours de cette période, les Britanniques ont fait plusieurs tentatives infructueuses d'affilier Saint-Vincent avec les autres îles du Vent pour gouverner la région grâce à une administration unifiée. La plus notable a été la Fédération des Indes occidentales, qui s'est effondrée en 1962. Saint-Vincent a obtenu le statut d'État associé le 27 octobre 1969 la dote du contrôle complet sur ses affaires intérieures. À la suite d'un référendum en 1979, Saint-Vincent-et-les-Grenadines est la dernière des îles du Vent à accéder à l'indépendance, obtenue le 27 octobre 1979.
. (Issu de l'article Histoire de Saint-Vincent-et-les-Grenadines).
À la suite de cette résolution ce pays est admis à l'ONU le 16 septembre 1980 ,.

## Texte
- Résolution 464 Sur fr.wikisource.org
- Résolution 464 Sur en.wikisource.org